# Casa das Três Girafas

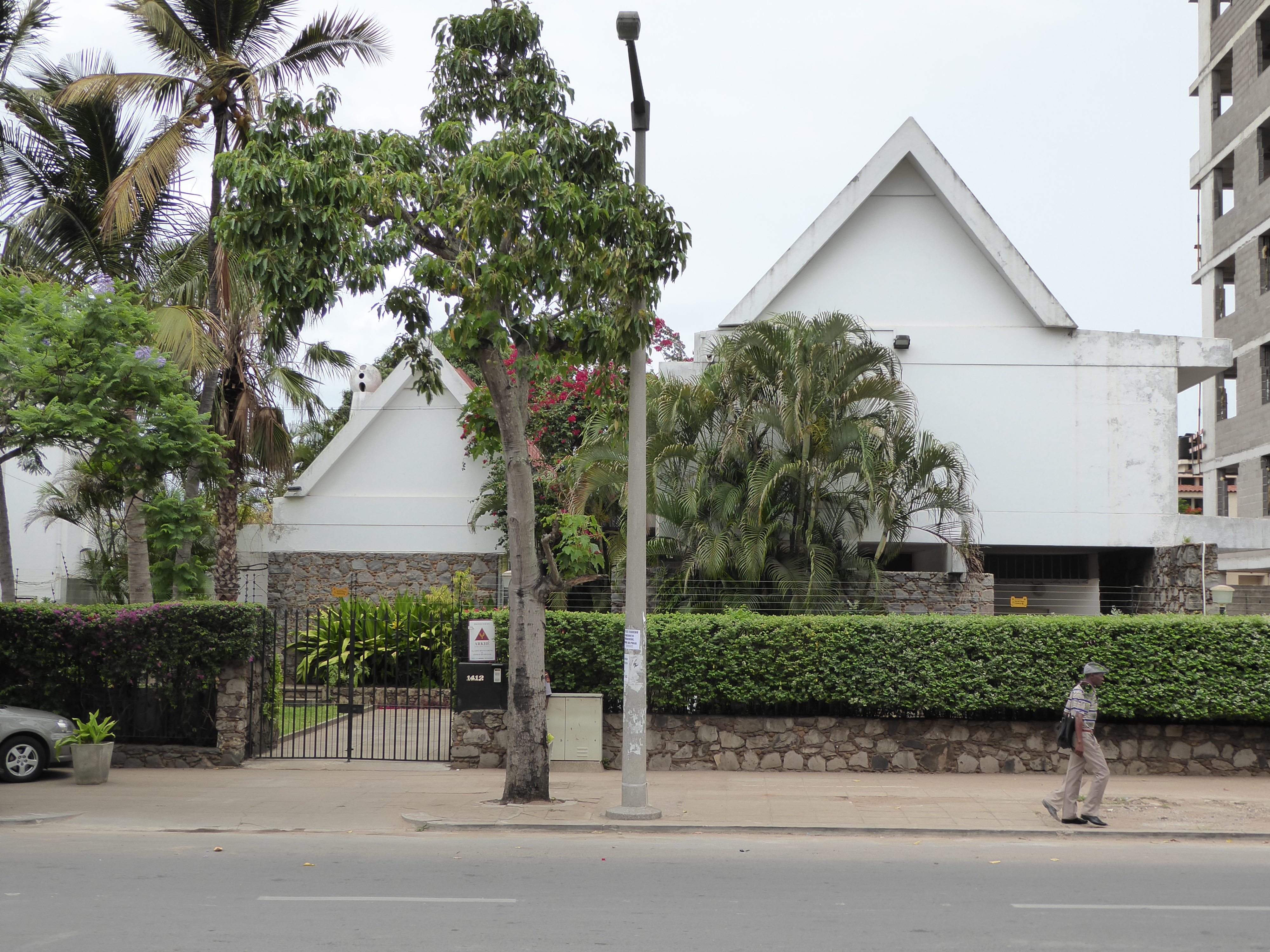
Blick auf die Casa das Três Girafas in der Avenida Armando Tivane. Die namensgebenden Schornsteine sind von der Vegetation bedeckt

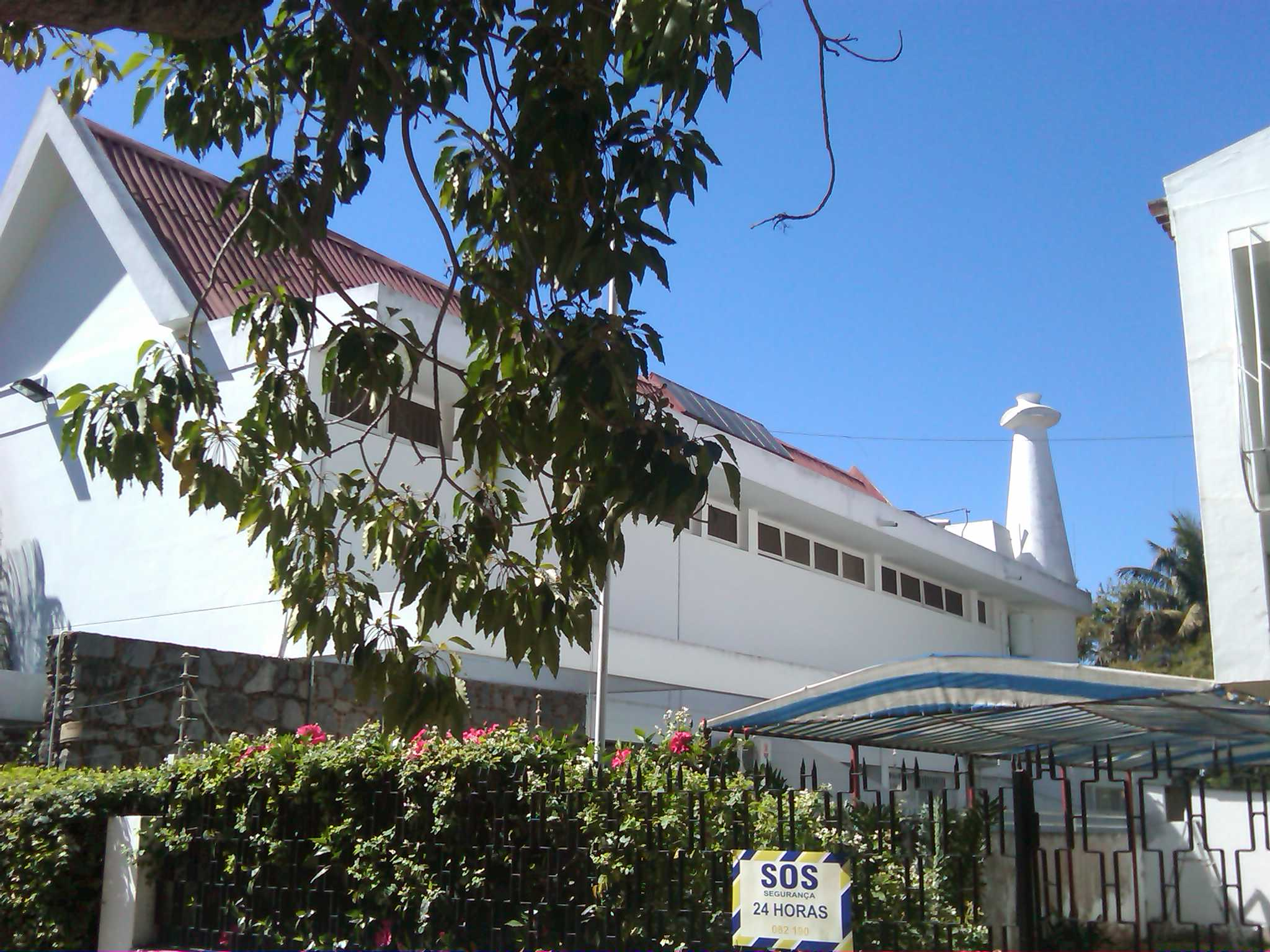
Einer der Schornsteine ist von der Seite zu sehen

Die Casa das Três Girafas, zu Deutsch „Haus der drei Giraffen“, nach dem Auftraggeber auch Casa Dr. Luz de Sousa genannt, ist ein Wohngebäude im Stadtteil Polana der mosambikanischen Hauptstadt Maputo. Es befindet sich in der Avenida Armando Tivane. Der portugiesische Architekt Pancho Guedes schuf das dank seiner großen drei Schornsteine markante Haus laut einer Quelle um 1965, wobei dies fraglich ist.
Nachdem Pancho Guedes Anfang der 1950er Jahre zurück in die portugiesische Kolonie Mosambik zog, schuf er zunächst vor allem Auftragsarbeiten für die koloniale Elite der Hauptstadt Lourenço Marques. Dazu gehören neben dem Edifício Prometheus (1951–1953), Bloco Habitacional O Leão que Ri (1954–1955), Casa Avião (1951), Padaria Saipal (1954) auch das „Haus der drei Giraffen“ (Casa das Três Girafas). Den Bau der Residenz beauftragte Dr. Luz de Sousa, über den jedoch nichts weiter bekannt ist. Die Werke aus seiner frühen Schaffenszeit zeichnen sich durch besonders markante oder gar extravagante architektonische Details aus – dazu gehörte auch dieses Werk. Aufgrund dessen ist das in Quellen auch genannte Baujahr 1965 eher unwahrscheinlich und ist eher in die Mitte der 1950er zu datieren.
Die von Guedes entworfene Residenz besteht aus zwei Gebäuden, einem kleineren und einem größeren. Beiden gemein sind die für die mosambikanische Flachdach-Architektur ungewöhnlichen Spitzdächer aus Beton. An drei Stellen – auf der nördlichen Seite, zwischen beiden Dächern und an der südlichen Seite – befindet sich jeweils ein großer, markanter Schornstein. Besonders der mittlere Schornstein mit seiner flachen Aufdeckung ähnelt einem Tiermund, vermutlich dem einer Giraffe. Die drei langen, großen Schornsteine gaben dem Werk auch seinen Namen. Das Haus soll seit seiner Errichtung mehrmals die Farbe gewechselt haben, derzeit ist es, wie zu Anfang, weiß.
In der portugiesischen Denkmaldatenbank Sistema de Informação para o Património Arquitectónico trägt das Werk die Nummer 33748.